# 外高加索社会主义联邦苏维埃共和国国旗
外高加索社會主義聯邦蘇維埃共和國國旗（俄语：Флаг Закавка́зской ССР）是為蘇聯時期外高加索社會主義聯邦蘇維埃共和國使用的國旗。
最初的國旗左上角有國名西里爾字母縮寫。1930年代左上角加上了被五角星包圍的鐮刀與錘子圖案，國名則在星外圍成半圓形。